# Hedleyhope
Hedleyhope – civil parish w Anglii, w hrabstwie Durham. W 2011 roku civil parish liczyła 171 mieszkańców.